# Hội Hướng đạo Canada

Huy hiệu của Hội Hướng đạo Canada tiếng Pháp

Hội Hướng đạo Canada nói tiếng Pháp (L'Association des Scouts du Canada) là một thành viên của Tổ chức Phong trào Hướng đạo Thế giới cùng với Hướng đạo Canada nói tiếng Anh tại Canada. Đây là trường hợp đơn độc, Canada là quốc gia duy nhất có hai tư cách thành viên riêng biệt tại Tổ chức Phong trào Hướng đạo Thế giới.

## Hiện trạng
Khác biệt lớn nhất giữa hai hội là ngôn ngữ nói và tôn giáo đứng đằng sau. Mặc dù Hướng đạo Canada nói tiếng Anh (Scouts Canada) có các thành viên nói tiếng Pháp, hội chủ yếu chỉ trông coi các thành viên nói tiếng Anh và Hội Hướng đạo Canada nói tiếng Pháp (L'Association des Scouts du Canada) trông coi các thành viên nói tiếng Pháp.

## Lịch sử
Đơn vị Hướng đạo Canada đầu tiên được thành lập vào năm 1908 ở Saint Catharines, Ontario. Năm 1925, một giáo viên của Longueuil tên là Georges-Henri Sainte-Marie khởi sự đơn vị của chính mình tại Saint-Antoine de Longueuil và quyết định không liên hiệp với Nam Hướng đạo. Năm 1928 một nhóm năm đoàn Hướng đạo ở Montreal thành lập một hội riêng biệt là "the Fédération des catholiques des Éclaireurs canadiens-français." Hội Hướng đạo Canada (L'Association des Scouts du Canada)được thành lập vào năm 1961 và trong năm 1975 ba liên hội mới được thành lập - Ontario, Đại Tây Dương (Atlantic) và Tây (West).
Tháng 6 năm 1994, Hội Nữ Hướng đạo Canada nói tiếng Pháp (Association des Guides Francophones du Canada) bỏ phiếu chống lại một nghị định mới của Nữ Hướng đạo Canada (Girl Guides of Canada) yêu cầu quay trở lại sự điều hành và huynh trưởng Hướng đạo phải toàn là nữ, loại bỏ gần như 60% huynh trưởng đơn giản chỉ vì họ là nam. Tháng tám năm đó, Hội Nữ Hướng đạo Canada nói tiếng Pháp khuyên các thành viên của mình gia nhập Nữ Hướng đạo Canada và vào tháng 10 trở thành chính thức. Kể từ lúc đó, Nữ Hướng đạo nói tiếng Pháp hình như là không hiện hữu.
Tháng 10 năm 2004 bốn liên hội bị giải tán và 40 Đạo Hướng đạo hiện thời nằm dưới quyền trách nhiệm của Hội Hướng đạo Canada (L'Association des Scouts du Canada).

## Thanh thiếu niên
Có tám chương trình khác nhau:
| Tuổi       | nam hoặc cả hai                   | Chỉ toàn nữ                       |
| ---------- | --------------------------------- | --------------------------------- |
| 7-8 tuổi   | Castors                           | Hirondelles                       |
| 9-11 tuổi  | Louveteaux                        | Exploratrices                     |
| 11-14 tuổi | Éclaireurs                        | Intrépides                        |
| 14-17 tuổi | Pionniers (luôn có nam và nữ)     | Pionniers (luôn có nam và nữ)     |
| 18-21 tuổi | Scouts-Ainées (luôn có nam và nữ) | Scouts-Ainées (luôn có nam và nữ) |

Mỗi một nhóm ở trên dùng một chương trình thích hợp. Số lương thanh thiếu niên mỗi đơn vị thay đổi từ 5 đến 30 trẻ và người lớn, 1 người lớn mỗi 5 đến 8 trẻ tùy thuộc vào tuổi của chúng. Có những đơn vị đơn giới tính nhưng cũng có đơn vị có cả nam và nữ. Khi một đơn vị chỉ có toàn là nữ, có thể dùng chương trình dành riêng cho nữ hoặc dành riêng cho nam.
Hội được thành lập trên nền là Công giáo nhưng Canada là một quốc gia đa văn hóa. Lập trường chính thức về tôn giáo được nhường lại cho mỗi đơn vị cá thể định đoạt. Cũng có các nhóm Hồi giáo là thành phần của hội và họ rất là tự hào về điều đó.

## Các nơi của hội
Xem thêm Hướng đạo tại Québec
Mặc dù hội có các đơn vị tại các tỉnh bang, số lượng lớn nhất các thành viên thì ở tỉnh bang Quebec, Đạo Hướng đạo lớn nhất là Montreal.

## Khăn quàng
Không phân biệt là hội Hướng đạo nào, tại Canada chỉ có một kiểu chính thức các màu dùng cho khăn quàng, đó là màu xanh dương với viền xung quanh là màu vàng. Hội Hướng đạo cho phép các đơn vị sử dụng màu riêng trong mọi hoạt động trừ các hoạt động quốc tế và quốc gia.

## Đồng phục
Đồng phục không khác lắm so với Hướng đạo Canada (Scouts Canada), trừ ngành Nhi có áo thun màu vàng. Tất cả đồng phục bao gồm một áo sơ mi màu (màu tùy thuộc vào lứa tuổi), một quần khaki màu be, một khăn quàng và một dây nịt da. Áo màu xanh lá cho lứa tuổi 9-11, xanh dương cho 12-14 tuổi, đỏ cho 15-18 tuổi và màu xám lợt cho 18-21 tuổi. Đối với huynh trưởng, họ mặc cùng màu với đoàn sinh mà họ dẫn dắt. Vì cả nam và nữ mặc cùng đồng phục, cách duy nhất để biết được họ thuộc chương trình nào là nhìn vào các phù hiệu.

## Người lớn
Người lớn phục vụ ba chức phận trong hội. Mặc dù là người lớn nhưng học vẫn có thể thăng tiến và nhận thưởng.

### Quan sát viên
Các quan sát viên (monitors) là những người thật sự tiếp xúc với thanh thiếu niên. Họ tổ chức các hoạt động theo phương pháp VCPREF (xem thêm phía dưới) được hội đề nghị. Sứ mệnh của họ là giúp đỡ trẻ trong việc phát triển tiềm năng thể lực, tinh thần, trí tuệ, xã hội và ảnh hưởng. Giải thưởng là nút Gilwell (Noeud de Gilwell) và Bằng Rừng (Badge de bois).

### Huấn luyện viên
Những người lớn này là các thùng đồ nghề sống của các quan sát viên và cung cấp cho họ huấn luyện thích hợp.

### Quản lý viên
Các quản lý viên (managers) giúp các quan sát viên bằng các trách nhiệm hành chánh như ngân sách, điều tra sĩ số, thông tin liên lạc,...

## Phương pháp VCPREF
Phương pháp VCPREF là một phương pháp quản lý kế hoạch (project management method) được dùng rộng rãi trong Hội Hướng đạo Canada (Association des Scouts du Canada).
Có sáu bước:
- Voulu (mong muốn)
- Choisi (chọn lựa)
- Préparé (chuẩn bị)
- Réalisé (thực hiện)
- Évalué (đánh giá)
- Fêté (tưởng thưởng)

## Xuất bản
- Castors en plongée (7-8 tuổi), 2000
- L'Itinéraire des Hirondelles (nữ 7-8 tuổi), 2000
- Meute en chasse (9–11 years old), 2002
- Réseau en exploration (nữ 9-11 tuổi), 1996
- Parcours d'Éclaireurs (11-14 tuổi), 1998
- Le Club des Intrépides (nữ 11-14 tuổi), 1996
- Cimes (14-17 tuổi), 1995